# Sankowscy herbu Krzywda

herb Krzywda

Sankowscy – polski ród szlachecki pieczętujący się herbem Krzywda, którego pochodzenie dotychczas nie zostało gruntownie zbadane. Jego przedstawiciele pojawiali się począwszy od XVII wieku na Litwie.
Kasper Niesiecki znał Sankowskich w Ziemi łukowskiej, ale nie podał o nich żadnych bliższych informacji. Z innych wspomniał o Jadwidze Sankowskiej, zakonnicy w Krakowie, córce nieznanego z imienia Sankowskiego i nieznanej z imienia Wolskiej. W 1778 roku Franciszek Sankowski był oboźnym trockim.
Najdawniejsze dzieje rodu znane są właściwie z jednego źródła – wywodu przeprowadzonego w 1837 roku przed Deptuacją Wywodową Guberni wileńskiej zaboru rosyjskiego. Zgodnie z tym wywodem, za protoplastę rodu uchodzi Stefan Sankowski (ur. ok. 1660), który miał syna Stanisława (ur. ok. 1690). Tenże Stanisław Sankowski nabył w 1716 roku prawem przedażnym majętność Posłowie (Pousłowie) w Powiecie upickim i pozostawił po sobie dwóch synów, tj. Macieja i Mateusza (ur. 1755), którzy w 1785 roku zbyli dobra odziedziczone po swoim ojcu, po czym przenieśli się do Powiatu kowieńskiego. Tam Maciej Sankowski miał synów Szymona i Jakuba, urodzonych w latach 60. XVIII wieku, zaś Mateusz Sankowski miał synów: Antoniego Jana, Kazimierza, Jana, Kacpra Stanisława i Jerzego Łukasza, urodzonych w latach 80. i 90. XVIII wieku, którzy pozostawili dalsze potomstwo, związane m.in. z rzymskokatolicką parafią Wędziagoła.

## Członkowie rodu
- Stanisław Sankowski (1909–1993) – polski historyk i pedagog, badacz historii Radomska i okolic

## Dokumenty

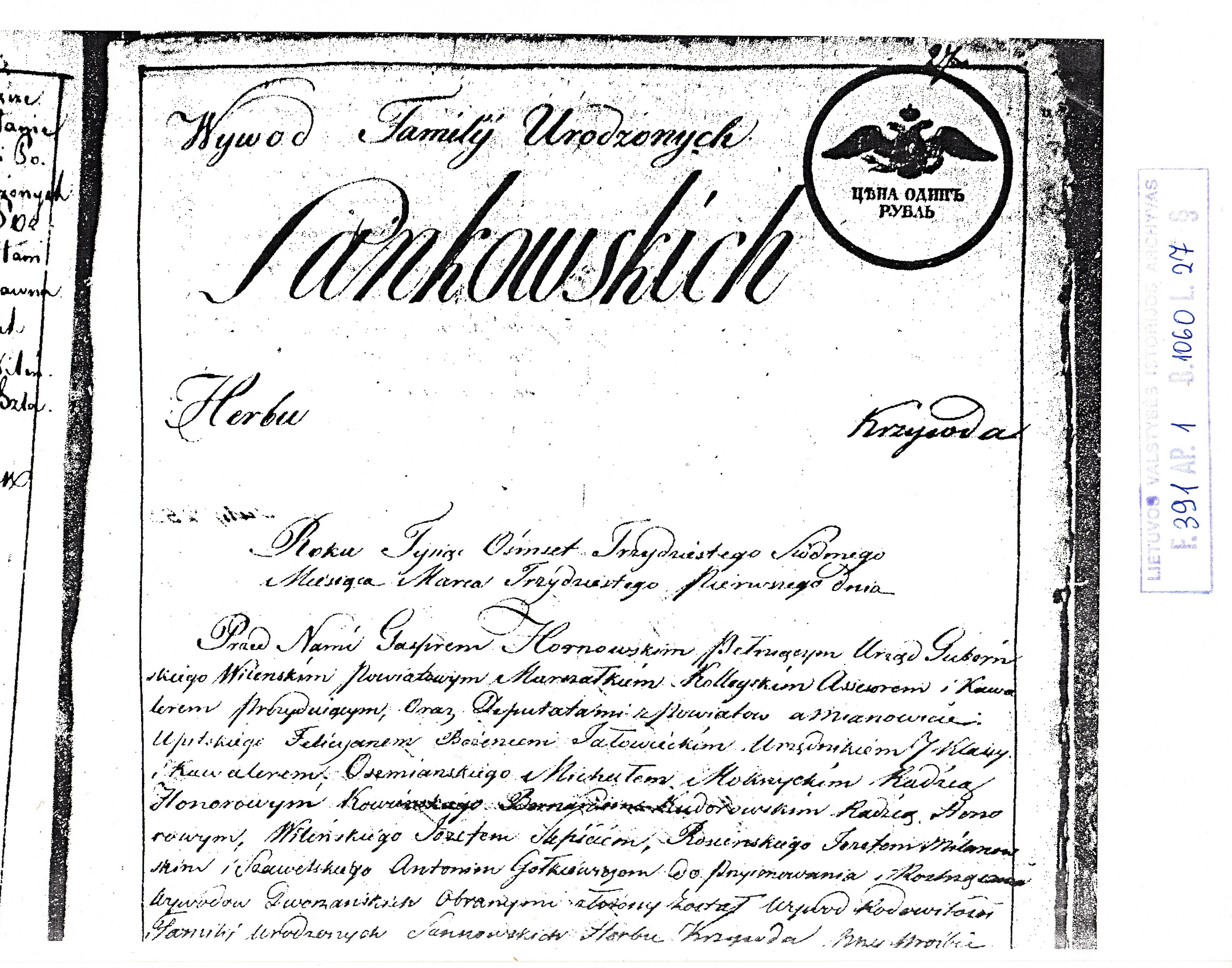
Kopia wywodu Sankowskich herbu Krzywda z 1837 roku
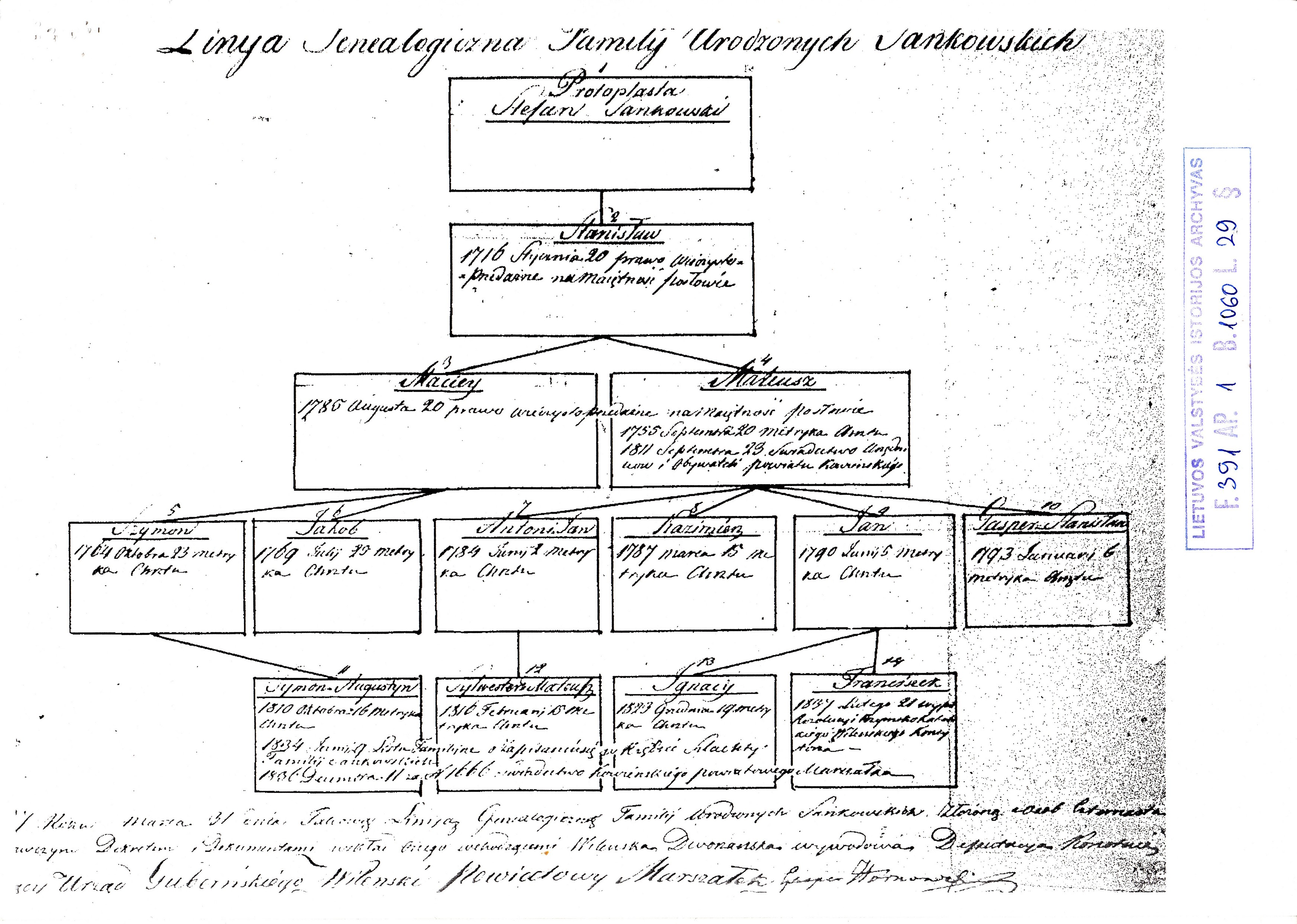
Genealogia Sankowskich herbu Krzywda z wywodu 1837 roku